# 대한민국-벨라루스 관계
대한민국-벨라루스 관계는 대한민국과 벨라루스 간의 양국 관계를 가리킨다.

## 관계
대한민국과 벨라루스는 1992년에 수교하였으며, 2017년에 수교 25주년을 맞았다. 벨라루스는 남한과 2월 10일에, 북한과는 2월 3일에 수교를 맺으며 동시 수교국이 되었다.
경제 분야에 있어서, 대한민국과 벨라루스 간 무역은 소규모 차원에서 이뤄지고 있다. 우크라이나 전쟁에서 벨라루스가 러시아를 지원한 사실이 일부 발견되면서 한국 정부는 벨라루스에 독자 제재를 부과하였다.
소수의 고려인들이 벨라루스에 거주하고 있다.